# San Miguel Panixtlahuaca
San Miguel Panixtlahuaca (del náhuatl: Panixtlahuatl ‘En el Llano de las Vigas o en el Llano del Puente’) es una población del estado mexicano de Oaxaca. Es poblado principalmente por indígenas chatinos. Es cabecera del municipio homónimo.

## Antecedentes históricos
Se tienen muy pocos datos acerca de la historia de los chatinos. Los investigadores suponen que fueron uno de los primeros pueblos en llegar al actual estado de Oaxaca. José Antonio Gay, en su Historia de Oaxaca, plantea que posiblemente desembarcaron "en la Laguna de Chacahua, en las márgenes del río Grande, o en alguna barra inmediata, viniendo de tierras lejanas". En esa época la zona estaba poco poblada, los zapotecas y los mixtecos no se habían consolidado, por lo que los chatinos se pudieron establecer en un territorio intermedio entre estos dos grupos, en los actuales terrenos del municipio de Juquila, extendiéndose posteriormente a los de Teojomulco y Teozacualco, ocupando tierras que, por ser de serranía en su mayor parte, han sido poco codiciadas.
En épocas antiguas los chatinos fueron considerados como un pueblo belicoso, que sostuvo luchas tanto con los zapotecas, como con los mixtecos, siendo finalmente sojuzgados por los últimos antes de la llegada de los españoles.

## Ubicación y medio ambiente
La población chatina se localiza en el sudoeste del estado de Oaxaca, en los ex distritos de Juquila y Sola de Vega, en un área de 7,677 km (3071 millas). Colinda al norte y al este con los zapotecos; al norte y oeste con los mixtecos y en el sur con los pueblos negroides de la costa. La región se extiende desde la parte serrana, sumamente accidentada, con alturas que llegan a los 2,900 metros (9,514 pies) sobre el nivel del mar, hasta la Costa. Se tienen, por ello, climas variados: frío-húmedo en la parte montañosa; templado semi-húmedo en los Valles Centrales y ardiente y seco en la Costa. La zona de Sola de Vega es la más lluviosa del estado.
Los ríos principales corresponden a la vertiente del Pacífico. El más importante, el Atoyac o Verde, llamado Juchatengo en su inicio, enmarca la región, teniendo como afluentes, entre otros, los ríos de Amoltepec, Sola de Vega, Yutanano y el de La Cruz, que surcan el ex distrito de Sola de Vega. En el de Juquila se localizan el Chacalapana, el Cacalote, El Grande o Piedra Parada, el Manialtepec y el Chacaque. Existen algunas lagunas como las de Salinas Grandes, Chacahua, Manialtepec y Pastoría.
En la parte serrana se encuentran bosques de maderas comerciales como el pino, el cedro, el roble y el encino y en el área costera se encuentran especies como el fresno, el chicozapote, la caoba, la ceiba y el bambú. La fauna comprende mamíferos como el venado, el mapache, el tigrillo y el armadillo y numerosos reptiles.
Guarnecido por los municipios y comunidades de Sta. Catarina Juquila, San Juan Quiahije, Sta. Cruz Tepenixtlahuaca,  Aguacate y Peñas Negras, ahí se levanta la cúpula de la Iglesia de Panixtlahuca dedicada a San Miguel Arcángel, ahí en medio de la gran sierra madre del sur en el estado de Oaxaca, ahí se mantiene de pie como desde hace tantos los tiempos en la fueron nombradas  cada una de las cosas en lengua Chatina, ahí permanece impávidos los chatinos, manteniendo esta relación entre la fe cristiana y la práctica de la vida cuando dan el carácter de dioses a la naturaleza, las barrancas, el agua, los árboles, el viento, los relámpagos, el sol.
Es evidente el carácter sincrético de la religión que  aquí se practica entre el catolicismo y la cosmogónica de la teogonía Chatina, ellos hombres mujeres que recuerdan su origen del mar y su ascendencia totémica en el pescado. Ellos que se reconocen como pueblo vecino del Sr. 8 Venado, Sr. De Tututepec el bastión mixteco más importante en Oaxaca en la época prehispánica y aun en la colonia  cuando fueron abatidos  por las usted de Hernán Cortez.
Este pueblo que dedica sus ofrendas a la serpiente solar, ¡Ho santo dios padre sol!, o ¡santa diosa gran madre-abuela!, este es el pueblo que vio a la Diosa Serpiente Flor de Siete Cabezas en 1997, y que los meteorólogos llamaron huracán Paulina.
Es este el pueblo chatino que comparte el culto por la piedra de la dama, la piedra de la mujer o la piedra de la cosa de la hembra, ellos dicen que si no encuentras a tu compañera mujer, deberás pedir a alguien que te apadrine  para visitar a la piedra de la cosa de la hembra, el viaje se prepara porque es cosa seria dicen los chatinos, programaras la visita especialmente a ella, luego en compañía de tu padrino encenderán las velas, veladoras que quemaras en su presencia, el ahijado colocara monedas entre los labios superiores de la gran diosa, y se entregara a bezos lubricando con su saliva la comisura de la vagina de la gran madre, estará entregado a ella con la fe que amerite su petición.
El culto y veneración a la gran madre tierra se encuentra presente en muchos de los pueblos chatinos mediante prácticas rituales que se realizan alrededor de piedras al que llaman piedra de la mujer, incluso la veneración a la virgen de Juquila o Dogma de la Inmaculada Concepción de la siempre Virgen María es a versión católica que los chatino profesan por la diosa gran madre-abuela.

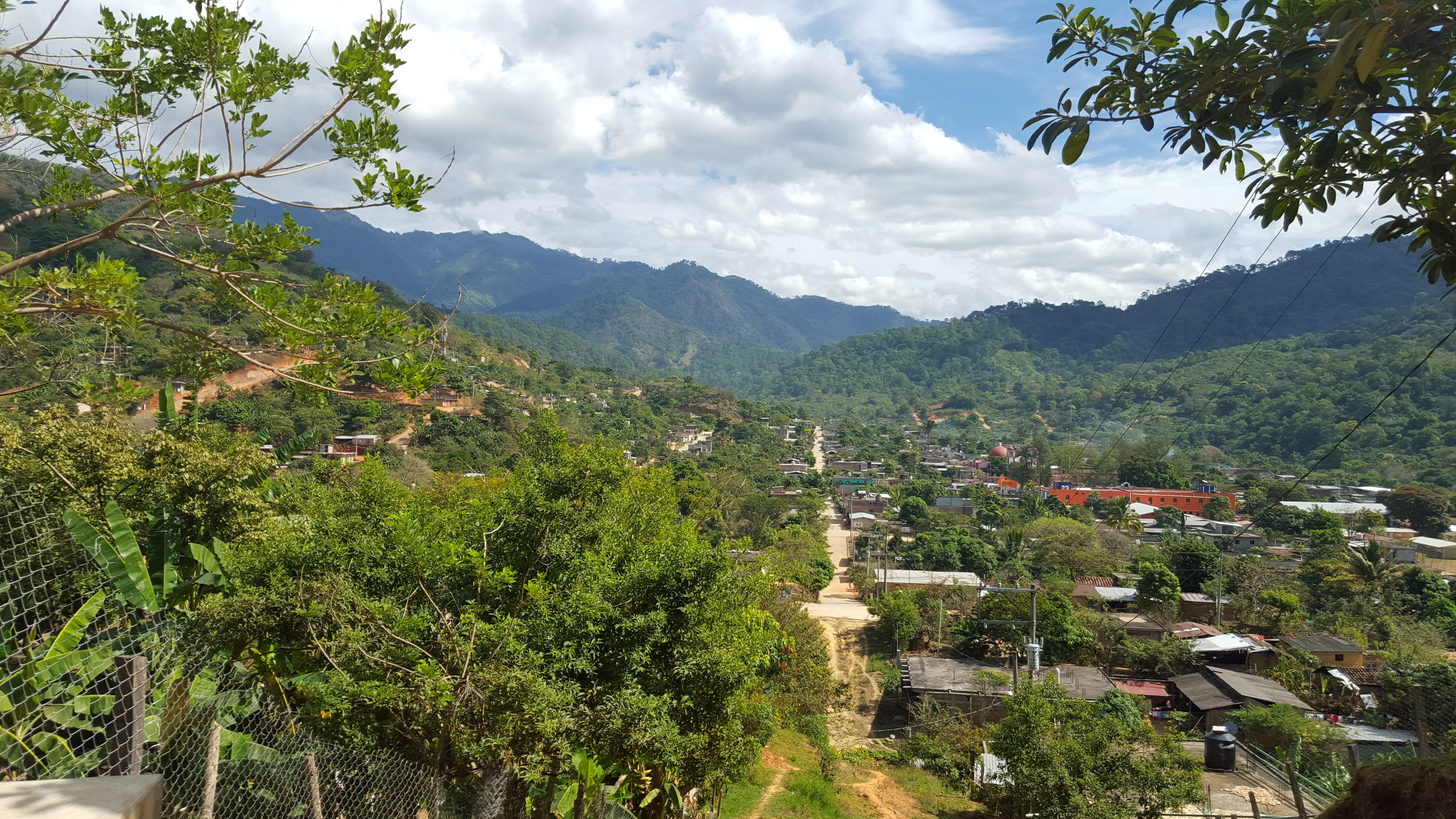
Gran paisaje del pueblo Chatino